# Notocolossus gonzalezparejasi
Notocolossus gonzalezparejasi es uno de los dinosaurios más grandes del mundo. Fue descubrierto y estudiado por el Dr. Bernardo Javier González Riga y colegas. Notocolossus es un saurópodo titanosaurio que vivió a finales del período Cretácico, hace 86 millones de años, en lo que ahora es Argentina.

## Descripción

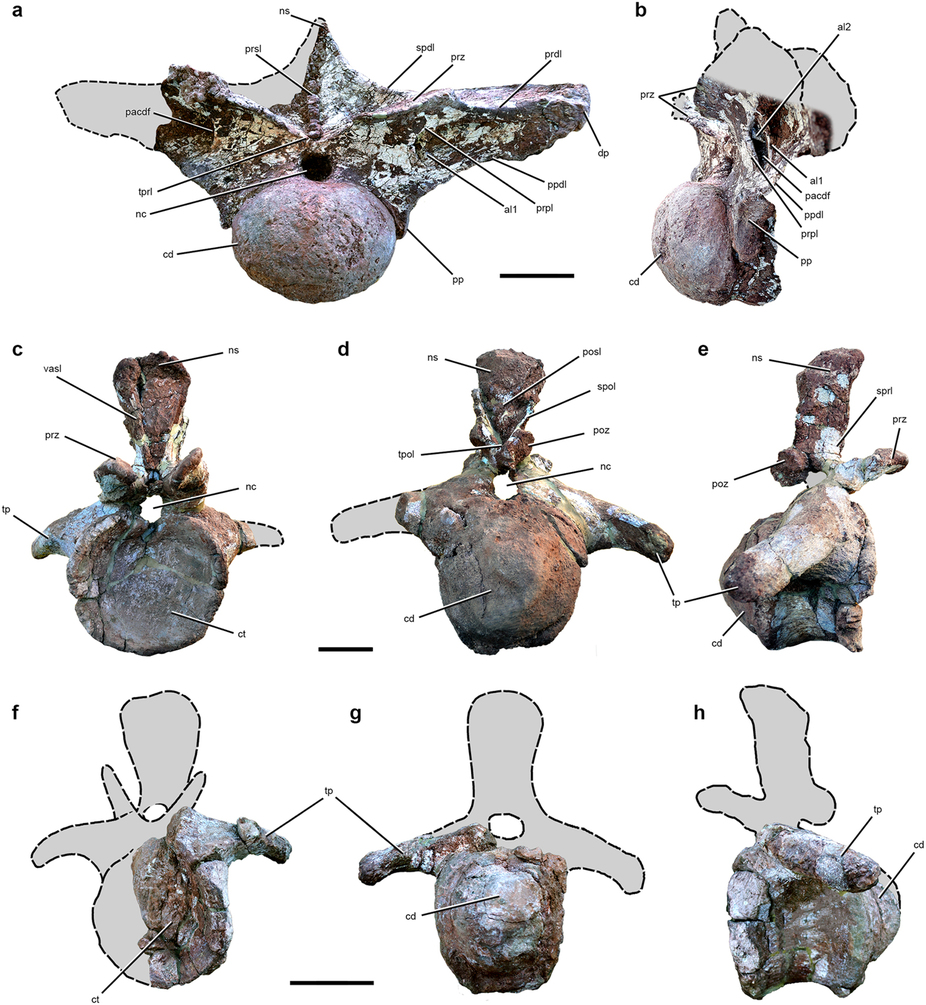
Vértebras.

Algunas estimaciones indican que Notocolossus podría haber tenido un peso entre 44,9 y 60,4 toneladas, y una longitud de entre 25 y 32 metros. La evidencia sugiere que Notocolossus fue uno de los titanosaurianos más grandes y por lo tanto, uno de los animales terrestres más pesados que se haya descubierto. Aunque lo incompleto del esqueleto del nuevo saurópodo ha impedido que los científicos hagan estimaciones precisas de su tamaño, su húmero o hueso del brazo superior tiene 1,76 metros de longitud, que es más largo que el de cualquier otro titanosauriano por el cual se conoce este hueso, incluidos otros gigantes como Dreadnoughtus, Futalognkosaurus y Paralititan. Si, como es probable, las proporciones corporales de Notocolossus eran comparables a los de los titanosaurios mejor conservados, el nuevo dinosaurio puede haber pesado en el rango de 44,9 75,9 toneladas, muy probablemente 60.4 toneladas.  En 2019, Gregory S. Paul estimó la masa de Notocolossus en el rango de 45 a 55 toneladas con la posibilidad de que pudiera haber sido más grande que eso y acercarse a la masa de Argentinosaurus que se estimó en 65 a 75 toneladas, aunque eso es poco probable. En 2020, Molina-Pérez y Larramendi estimaron su longitud en 28 metros y su peso en 40 toneladas.

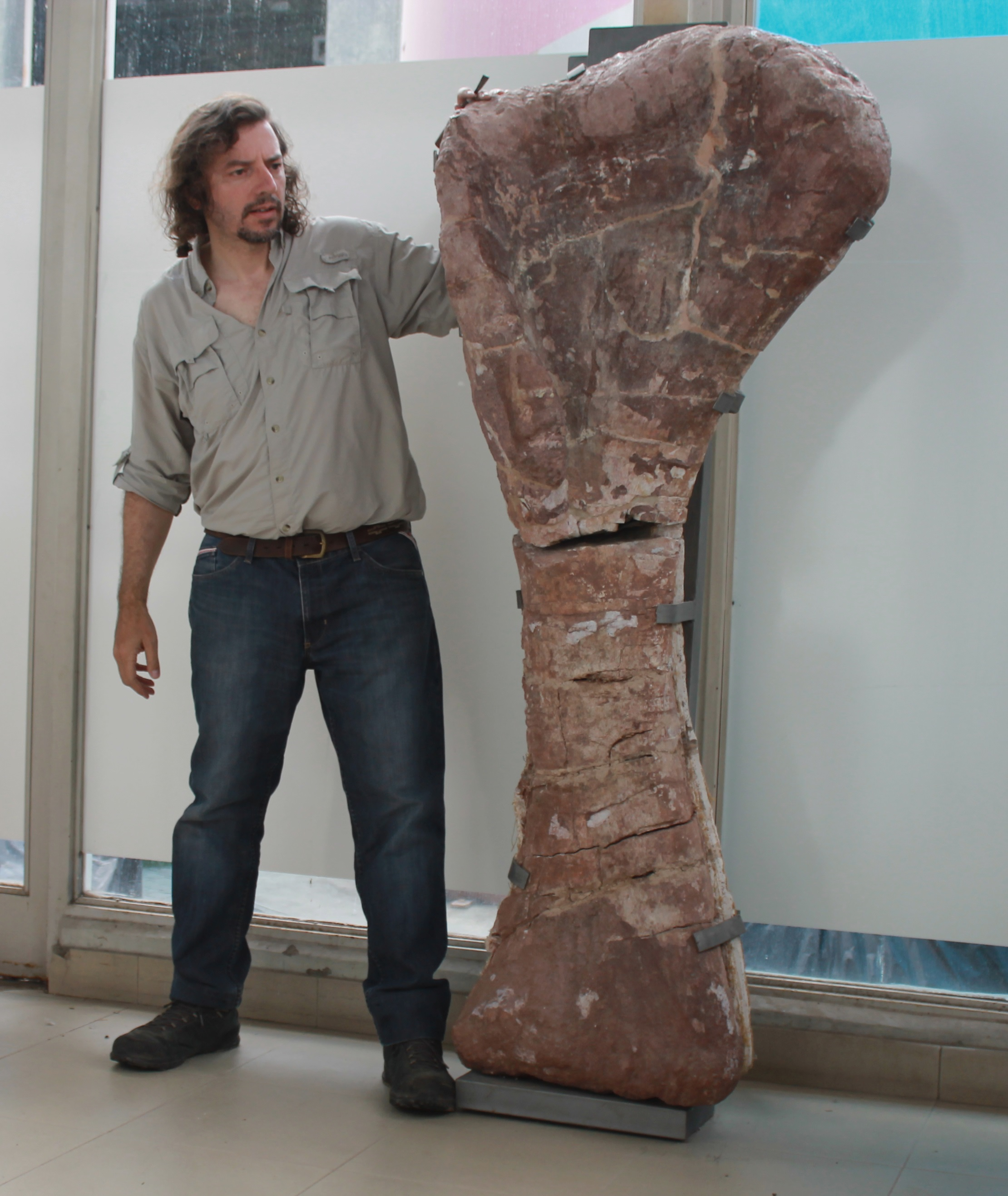
Húmero del gigantesco dinosaurio Notocolossus junto a su descubridor, el paleontólogo argentino Bernardo J. González Riga.

En 2016, se determinaron varios rasgos distintivos de Notocolossus. Nueve de estos eran autapomorfias, o características únicas derivadas. En la vértebra anterior dorsal, la depresión entre el borde frontal del proceso lateral y el borde inferior del proceso lateral está dividido por dos crestas accesorias, una de las cuales corre verticalmente mientras la otra cruza a la primera horizontalmente. En la cara frontal de las espinas neurales de la vértebra caudal posterior, corren crestas verticales que se fusionan en sus extremos inferiores, sobre el nivel de los procesos articulares frontales, creando una estructura en forma de letra V. La esquina superior interna del húmero se encuentra muy expandida, extendiéndose más allá de la cara interna del eje. El húmero tenía en general un borde superior muy extendido, 2,9 veces más ancho que el diámetro del eje. El en eje del húmero, bajo la cicatriz para el musculus coracobrachialis, corre una cresta diagonal, desde la cara superior externa a la cara interna inferior. El primer metatarso tiene una anchura superior que excede a su longitud. El tercer metatarso es relativamente corto con 1,2 veces la longitud del primer metatarso. Las falanges superiores del pie son 50% más anchas en su parte superior que el largo de sus respectivos metatarsos. Las garras del pie son reducidas, romas y truncadas.
El pie de Notocolossus, una parte del esqueleto que no se preserva con frecuencia en los saurópodos, muestra una constitución única. Posee un metatarso compacto y homogéneo, que se cree estaba adaptado a sostener su extraordinario peso. También posee unguales, garras, truncados, características por lo demás desconocidas entre los Sauropoda. Esto emula la posición vertical de los metacarpianos y la reducción de dedos de la mano de otros titanosaurianos.

## Descubrimiento e investigación

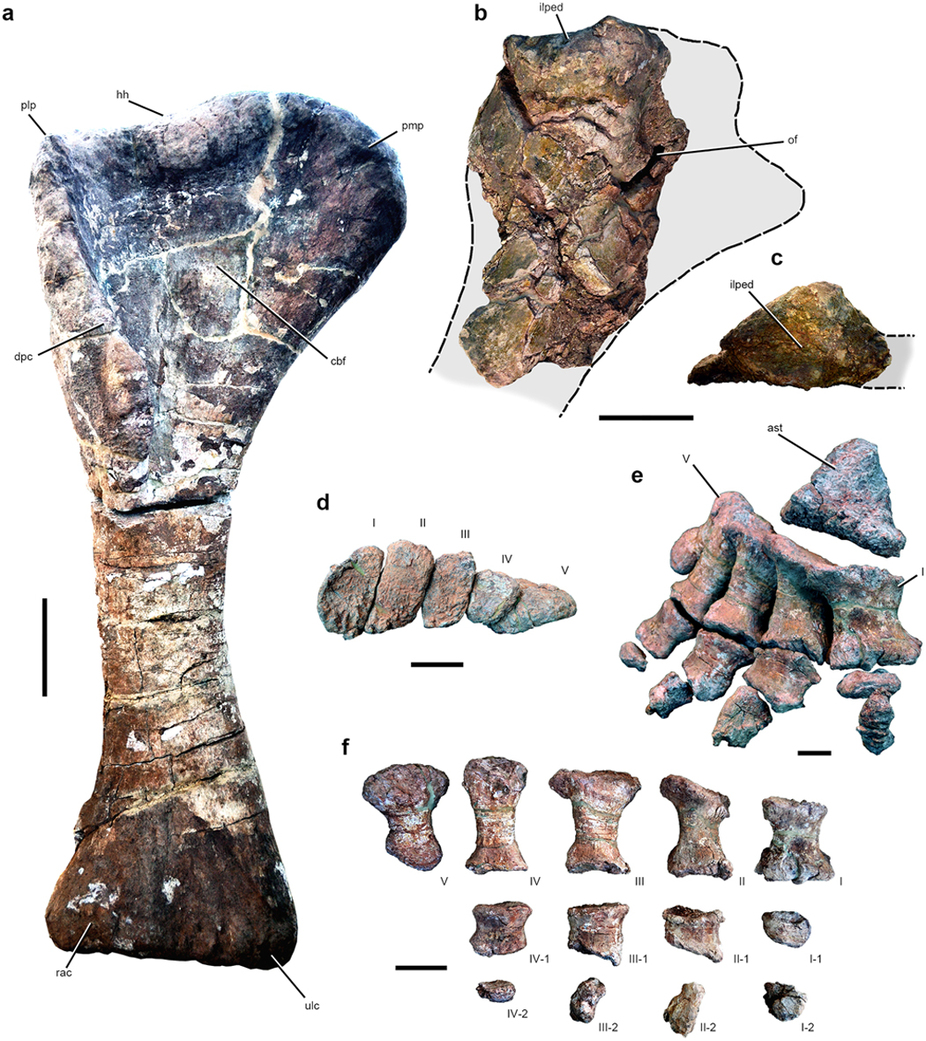
Huesos de las extremidades.

Encontrado en la provincia de Mendoza, Argentina. Con un peso estimado entre 45 y 60 toneladas, el equivalente de 9 a 13 elefantes, y entre 25 y 32 metros de largo, es considerado uno de los dinosaurios más grandes del mundo. Su tamaño fue estimado a partir de la reconstrucción de su húmero, el cual mide 1,76 metros, y los huesos de su columna vertebral, cola, pata delantera, pelvis, y un tobillo y pie completos.
Los fósiles de Notocolossus fueron descubiertos por el paleontólogo argentino Dr. Bernardo Javier González Riga en la provincia de Mendoza y publicados en el año 2016, junto con los investigadores Matthew Carl Lamanna, Leonardo Daniel Ortiz David, Jorge Orlando Calvo y Juan P. Coria. El nombre del género combina las palabras griegas νότος, notos, "sur", y κολοσσός, kolossos, "coloso", "estatua gigante", en referencia a la procedencia del animal del hemisferio sur y su tamaño gigantesco. El nombre de la especie es en homenaje al Dr. Jorge González Parejas por su apoyo y asesoramiento legal para la preservación de fósiles, yacimientos y creación de parques naturales en la provincia de Mendoza.
El espécimen holotipo, UNCUYO-LD 301, fue hallado en estratos de la Formación Plottier, de edad desde el Coniaciense - Santoniense. Comprende un espécimen incompleto representado por una vértebra dorsal anterior, una vértebra caudal anterior y un húmero derecho. Aunque los huesos no se han descubierto en la articulación, se consideró que representaban a un solo individuo porque se encontraron en estrecha asociación en una superficie de ocho por ocho metros. Se asocian a otro ejemplar, UNCUYO-LD 302, que representa un individuo más pequeño representado por una serie de cinco vértebras caudales anteriores, y un pie completo y articulado, hallazgo excepcional para cualquier saurópodo. Se recuperó a una distancia de 403 metros del holotipo desde una superficie de cinco por cinco metros.

## Clasificación
Notocolossus es incluido en el clado Titanosauria, un diverso grupo de dinosaurios saurópodos, grandes herbívoros de postura cuadrúpeda con cuellos largos y cuerpos anchos. En el estudio de 2016, se incluyó un análisis cladístico en que se situó a Notocolossus dentro de Titanosauria, en el grupo Lithostrotia, en una posición relativamente basal como un taxón hermano de Dreadnoughtus. Un estudio de 2017 realizado por Carballido y sus colegas lo recuperó como el taxón hermano de Lognkosauria y descubrió que estaba fuera de Lithostrotia. En 2018, González Riga y sus colegas descubrieron que pertenecía a Lognkosauria, en una politomía con Patagotitan y Puertasaurus. Este análisis también encontró que Longkosauria pertenece a Lithostrotia.
El siguiente cladograma muestra la posición de Notocolossus en Lognkosauria según González Riga y colegas, 2018.

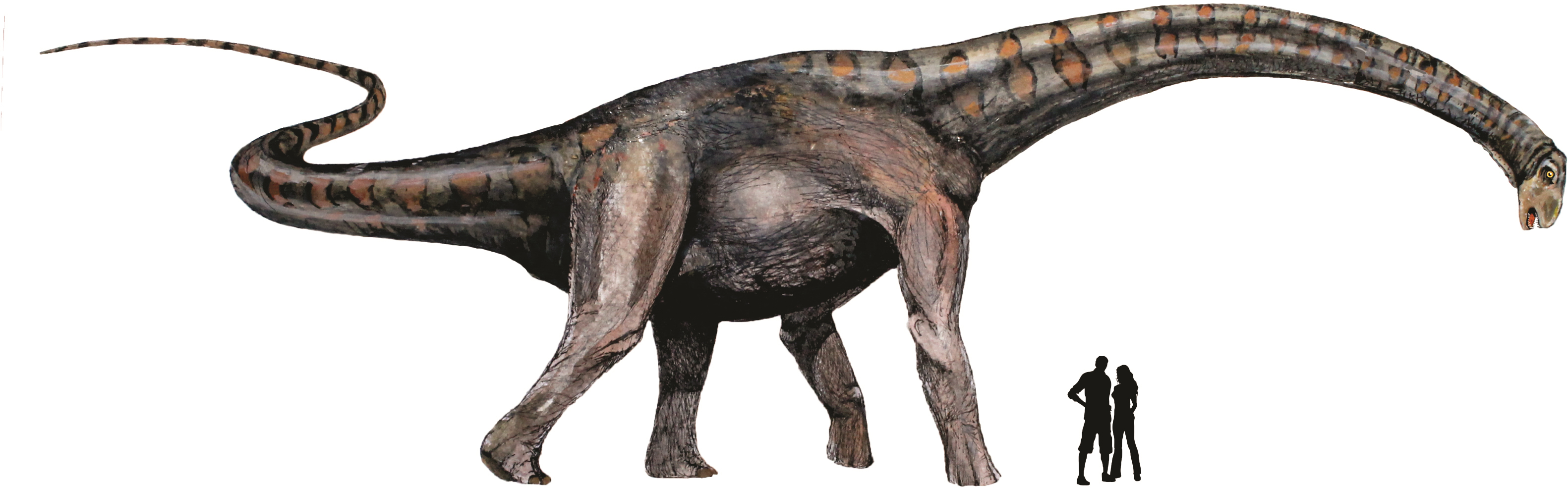
Notocolossus, uno de los dinosaurios más grandes del Mundo. Ilustración de su descubridor, paleontólogo Bernardo J. González Riga.

### Filogenia
|  | Argentinosaurus                                                                             |
|  |                                                                                             |
|  | \| \| Notocolossus \| \| \| \| \| \| Patagotitan \| \| \| \| \| \| Puertasaurus \| \| \| \| |
|  |                                                                                             |
|  | Notocolossus                                                                                |
|  |                                                                                             |
|  | Patagotitan                                                                                 |
|  |                                                                                             |
|  | Puertasaurus                                                                                |
|  |                                                                                             |

|  | Notocolossus |
|  |              |
|  | Patagotitan  |
|  |              |
|  | Puertasaurus |
|  |              |

|  | Argentinosaurus                                                                             |
|  |                                                                                             |
|  | \| \| Notocolossus \| \| \| \| \| \| Patagotitan \| \| \| \| \| \| Puertasaurus \| \| \| \| |
|  |                                                                                             |
|  | Notocolossus                                                                                |
|  |                                                                                             |
|  | Patagotitan                                                                                 |
|  |                                                                                             |
|  | Puertasaurus                                                                                |
|  |                                                                                             |

|  | Notocolossus |
|  |              |
|  | Patagotitan  |
|  |              |
|  | Puertasaurus |
|  |              |

|  | Argentinosaurus                                                                             |
|  |                                                                                             |
|  | \| \| Notocolossus \| \| \| \| \| \| Patagotitan \| \| \| \| \| \| Puertasaurus \| \| \| \| |
|  |                                                                                             |
|  | Notocolossus                                                                                |
|  |                                                                                             |
|  | Patagotitan                                                                                 |
|  |                                                                                             |
|  | Puertasaurus                                                                                |
|  |                                                                                             |

|  | Notocolossus |
|  |              |
|  | Patagotitan  |
|  |              |
|  | Puertasaurus |
|  |              |

|  | Argentinosaurus                                                                             |
|  |                                                                                             |
|  | \| \| Notocolossus \| \| \| \| \| \| Patagotitan \| \| \| \| \| \| Puertasaurus \| \| \| \| |
|  |                                                                                             |
|  | Notocolossus                                                                                |
|  |                                                                                             |
|  | Patagotitan                                                                                 |
|  |                                                                                             |
|  | Puertasaurus                                                                                |
|  |                                                                                             |

|  | Notocolossus |
|  |              |
|  | Patagotitan  |
|  |              |
|  | Puertasaurus |
|  |              |

## Paleoecología
Notocolossus fue desenterrado en la Formación Plottier del Grupo Neuquén. Esta formación tiene aproximadamente 25 metros de espesor y está compuesta de arcillas de color rojo claro y delgadas bandas de arenisca rosa. La Formación Plottier puede diferenciarse de la formación Portezuelo suprayacente por el mayor contenido de argilita del primero. Los tetrápodos de la formación Plottier son poco conocidos. Están representados por mamíferos , un gran celurosaurio y varios titanosaurianos.  Estos titanosaurios, además de Notocolossus, incluyen Petrobrasaurus, "Antarctosaurus giganteus" y dos especímenes adicionales, uno de los cuales parece ser una eolosáurido . Además, a veces se dice que Muyelensaurus proviene de esta formación, aunque en realidad puede ser de la Formación Portezuelo mencionada anteriormente.